# Aleksandria, Dobrici
Aleksandria (în bulgară Александрия, în română Alexandria) este un sat în comuna Krușari, regiunea Dobrici, Dobrogea de Sud, Bulgaria. 
Între anii 1913-1940 a făcut parte din plasa Ezibei a județului Caliacra, România.

## Demografie
Componența etnică a satului Aleksandria
     Bulgari (95,52%)
     Nicio identificare (4,47%)
     Altele (0%)
La recensământul din 2011, populația satului Aleksandria era de 67 locuitori. Din punct de vedere etnic, majoritatea locuitorilor (95,52%) erau bulgari. Pentru 4,47% din locuitori nu este cunoscută apartenența etnică.